# Activision
Activision Publishing, Inc. er et amerikansk computerspilfirma, som blandt andet har udgivet Call Of Duty-spillene og Skylanders-spillene. Det er et datterselskab til Activision Blizzard.
| Firma | Spire Denne artikel om et firma eller en virksomhed i USA er en spire som bør udbygges. Du er velkommen til at hjælpe Wikipedia ved at udvide den. |